# Pentazocin
Pentazocin ist ein stark wirksamer schmerzstillender, synthetischer Arzneistoff aus der Gruppe der Opioidanalgetika (WHO-Stufe 3). Es unterliegt dem Betäubungsmittelrecht, wird (gehandelt als Fortral) jedoch seit 2006 in Deutschland praktisch nicht mehr verwendet.

## Wirkung
Pentazocin bindet an Opioidrezeptoren, sowohl als Agonist als auch als Antagonist; der Wirkungsmechanismus ähnelt dem des Nalbuphins. Wegen dieser teilantagonistischen Wirkung kann die Substanz bei Opiatabhängigen ein Entzugssyndrom auslösen. Die Wirkstärke entspricht circa 1/6 bis 1/3 der des Morphin, die Halbwertszeit bzw. analgetische Wirkdauer beträgt zwei bis drei Stunden. Die perorale Bioverfügbarkeit liegt aufgrund des starken First-Pass-Effektes bei lediglich etwa 20 %.
Pentazocin wirkt u. a. als selektiver Agonist des κ-Opioid-Rezeptors. Wie andere Substanzen mit κ-Opioid-agonistischer Wirkung (z. B. Salvinorin A) zeigt Pentazocin deshalb (in höheren Dosen) psychoaktive/halluzinogene Wirkungen.

## Nebenwirkungen
Pentazocin führt zu einer Erhöhung des Blutdrucks und der Herzfrequenz. Nebenwirkungen sind eine Sedierung, ein erhöhter Tonus der glatten Muskulatur des Magen-Darm-Trakts mit Neigung zu Verstopfungen, Muskelkrämpfe, Spasmus der Harnblase, Sehstörungen, Appetitlosigkeit, Geschmacksveränderungen und verminderter Sexualtrieb.

## Sonstige Informationen
Pentazocin wurde 1962 von Sterling Drug patentiert.
Pentazocinhaltige Fertigarzneimittel (Fortral) sind in Deutschland seit 2006 nicht mehr im Handel, bedingt durch das Erlöschen der fiktiven Zulassung. Fortral war 1968 im deutschen Markt eingeführt worden. Auch in Österreich, der Schweiz (Fortalgesic) und etlichen anderen europäischen Ländern sind keine pentazocinhaltigen Fertigarzneimittel mehr zugelassen.
Pentazocin ist in der Verbotsliste der Anti-Doping-Agentur aufgeführt.
Pentazocin ist chiral, arzneilich verwendet (als Tabletten, Kapseln, Zäpfchen oder Injektionslösung) wird das Racemat. Pharmazeutisch relevant sind das Lactat (Milchsäuresalz) und das Hydrochlorid des Pentazocins.